# Rotring

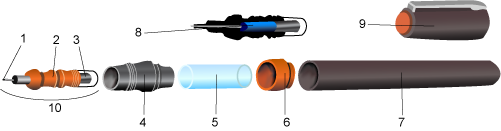
Eclaté d'un Isograph

Rotring est une entreprise allemande basée à Hambourg de matériel de bureau et de dessin technique fondée en 1928.
Elle a introduit le premier stylo-plume sans plume classique, appelée Tiku ou Inkograph. Révolutionnaire en son temps, le Tiku est un succès mondial. L'anneau rouge (en allemand Rot ring) est toujours placé autour du bouchon de leur plume aujourd'hui. 
En 1953, le Rotring Isograph est devenu le premier stylo technique. Son procédé tubulaire donne un trait de largeur normalisée avec un réservoir fermé qui permet de travailler longtemps sans interruption. Il remplace progressivement le tire-ligne dans le dessin technique. Rotring lance le Rapidograph en 1983, avec des cartouches capillaires, sans que celui-ci remplace l'Isograph.
L'apparition dans les années 1990 de la conception assistée par ordinateur (CAO) a vu la disparition partielle de la technique du dessin à plume. Pour lutter contre cela, Rotring diversifie sa gamme avec des stylos graphiques, crayons et marqueurs. 
En 1998, Rotring est repris par Sanford, une société américaine spécialisée dans les produits graphiques et faisant elle-même partie de Newell Rubbermaid Inc.. 
En 2005, Rotring cesse l'expédition de ses produits vers les États-Unis.

## Anecdote
Bien que cette firme diffuse divers articles, le terme « Rotring » ou encore « rapido » (de Rapidograph, modèle vedette de la marque) désigne couramment un stylo à plume tubulaire, destiné à tracer des traits calibrés.